# Чаф-о-Чамхалє
Чаф-о-Чамхалє (перс. چمخاله) — село в Ірані, у дегестані Чаф, в Центральному бахші, шагрестані Лянґаруд остану Ґілян. За даними перепису 2006 року, його населення становило 1814 осіб, що проживали у складі 510 сімей.

## Клімат
Середня річна температура становить 14,96°C, середня максимальна – 28,30°C, а середня мінімальна – 1,54°C. Середня річна кількість опадів – 1124 мм.
| Клімат поселення                              | Клімат поселення | Клімат поселення | Клімат поселення | Клімат поселення | Клімат поселення | Клімат поселення | Клімат поселення | Клімат поселення | Клімат поселення | Клімат поселення | Клімат поселення | Клімат поселення | Клімат поселення |
| Показник                                      | Січ.             | Лют.             | Бер.             | Квіт.            | Трав.            | Черв.            | Лип.             | Серп.            | Вер.             | Жовт.            | Лист.            | Груд.            |                  |
| Середній максимум, °C                         | 9,73             | 9,77             | 11,96            | 17,15            | 21,46            | 25,70            | 28,21            | 28,30            | 25,62            | 21,14            | 16,42            | 12,16            |                  |
| Середня температура, °C                       | 5,64             | 5,67             | 7,85             | 13,04            | 17,34            | 21,60            | 24,33            | 24,38            | 21,70            | 17,24            | 12,52            | 8,25             |                  |
| Середній мінімум, °C                          | 1,54             | 1,56             | 3,74             | 8,93             | 13,25            | 17,50            | 20,41            | 20,50            | 17,82            | 13,31            | 8,60             | 4,34             |                  |
| Норма опадів, мм                              | 100              | 86               | 82               | 41               | 42               | 34               | 33               | 60               | 134              | 217              | 167              | 128              |                  |
| Середньомісячна швидкість вітру, м/с          | 2.41             | 2.50             | 2.50             | 2.49             | 2.63             | 2.75             | 2.62             | 2.39             | 2.30             | 2.00             | 2.10             | 2.23             |                  |
| Середньомісячна сонячна радіація, кДж/м²·день | 7153             | 9126             | 11080            | 15387            | 19866            | 21606            | 22025            | 18654            | 15250            | 10910            | 8654             | 6718             |                  |
| --------------------------------------------- | ---------------- | ---------------- | ---------------- | ---------------- | ---------------- | ---------------- | ---------------- | ---------------- | ---------------- | ---------------- | ---------------- | ---------------- | ---------------- |
| Джерело:                                      |                  |                  |                  |                  |                  |                  |                  |                  |                  |                  |                  |                  |                  |